# 보습제
보습제(補濕製, 영어: moisturizer 또는 emollient) 또는 수분크림은 피부에 수분을 더하고 유지시켜주는 화장품이다. 이러한 기능은 일반적으로 건강한 피부에서 생성되는 피지에 의해 수행된다. 연화제(emollient)라는 단어는 라틴어 동사 mollire(부드럽게 하다)에서 파생되었다.
식품, 화장품, 의약품, 살충제 등 다양한 제품에 사용된다. 보습제는 식품첨가물로 사용되면 식품의 수분을 유지시켜주는 효과가 있다. 습윤제는 때때로 플라스틱의 정전기 방지 코팅 성분으로 사용된다.
보습제는 흡수를 통해 근처 공기 중의 수분을 끌어당겨 유지하며, 수증기를 유기체나 물체의 표면 안이나 아래로 끌어들인다. 이는 습기를 제거하는 데 사용되는 건조제로 사용되는 흡습성 재료의 반대 용도이다.
의약품 및 화장품에서 보습제는 화학적 화합물의 활성 성분의 용해도를 높이고 활성 성분의 피부 침투 능력 또는 활성 시간을 증가시키기 위해 국소 투여 형태에 사용될 수 있다. 이러한 수분 공급 특성은 탈수 활성 성분(예: 비누, 코르티코이드 및 일부 알코올)에 대응하는 데에도 필요할 수 있으며, 이것이 바로 보습제가 보습 효과를 강조하는 광범위한 화장품 및 퍼스널 케어 제품(예: 모발)의 공통 성분인 이유이다.

## 화학
보습제는 종종 여러 개의 친수성 그룹, 가장 흔히 하이드록실 그룹을 갖는 분자이다. 그러나 때로는 에스테르화된 아민과 카르복실 그룹도 만날 수 있다(물 분자와 수소 결합을 형성하는 친화력이 중요한 특성이다).

## 예시
- 프로필렌글리콜
- 알로에 베라
- 락트산
- 노른자, 흰자
- 벌꿀
- 염화 리튬
- 당밀
- 당알코올(글리세롤, 솔비톨, 자일리톨)
- 요소 (화학)
- 피마자유

## 용도
보습제는 제품의 수분을 유지하는 데 사용되는 물질로, 화장품, 식품, 담배 등에 사용될 수 있는 물품의 보존에 영향을 준다. 보습제가 풍부한 제형에는 피부 수분을 증가시키고 피부 두께를 제거하고 줄이는 데 도움이 되는 단순 알코올 설탕이 함유되어 있다.

### 식품첨가물
음식에 사용되는 일반적인 보습제는 수분 흡수와 달콤한 맛을 위해 꿀과 포도당 시럽이다. 포도당 시럽은 또한 다른 대안보다 더 오랜 기간 동안 제품의 모양을 더 잘 유지하는 데 도움이 된다. 또한 일부 보습제는 헥사메타인산나트륨과 같이 제공하는 영양가의 증가로 인해 여러 나라에서 좋은 식품 첨가물로 인정받고 있다.
화합물의 보습성을 측정하기 위해 과학자들은 종종 수분 흡수와 관련된 일련의 테스트를 거친다. 치약과 관련된 테스트에서 이 과정은 단맛 테스트 및 결정화 테스트와 결합된다. 다른 제품에서 보습성을 평가할 때 테스터는 효율성을 평가하기 위해 해당 제품에 이미 사용된 다른 보습제와 결과를 비교한다.
이러한 보습제 중 일부는 자당, 글리세린, 글리세롤 및 그 트리에스테르(트리아세틴)와 같은 비이온성 폴리올에서 볼 수 있다. 점도와 질감을 조절하기 위한 목적으로 사용되는 보습식품첨가물이다. 보습제는 또한 부피를 늘리고 수분을 유지하며 수분 활성을 감소시키고 부드러움을 향상시킨다. 보습 식품 첨가물의 주요 장점은 비이온성이므로 pH 수성 시스템의 변화에 영향을 미치지 않을 것으로 예상된다는 것이다.
글리세롤 또는 글리세린 보습제는 비누화, 표백, 이온 교환 배제, 양이온 및 이온 이온 교환, 진공 플래시 증발, 박막 증류 및 가열을 사용하여 100% 순수한 글리세롤을 생산하는 전처리 과정을 거친다.
보습제는 식품 및 수분 조절을 통해 식품의 안정화 및 유통기한 연장에 사용된다. 사용 가능한 수분은 미생물 활동, 물리적 특성, 감각적 특성 및 화학적 변화 속도를 결정하며, 이를 통제하지 않으면 유통기한 단축의 원인이 된다. 예를 들어 반쯤 촉촉한 건포도를 곁들인 건조 시리얼, 원뿔형 아이스크림, 초콜릿, 액체 센터가 있는 딱딱한 사탕, 치즈 등이 있다. 보습제는 식품의 수분 함량을 안정화하는 데 사용되며 식품 첨가물로 포함된다. 습윤제는 MRE 및 기타 군용 식량을 사용하기 위한 군사 기술에도 사용된다. 많은 식품은 항상 촉촉해야 한다. 보습제를 사용하면 이용 가능한 물이 줄어들어 박테리아 활동이 감소한다. 이는 안전 문제, 품질, 식품의 유통기한 연장을 위해 사용된다.
음식을 촉촉하게 유지하기 위해 보습제가 사용되는 예로는 치약이나 특정 종류의 쿠키 같은 제품이 있다. 지역별 쿠키는 수분이 증발하는 대신 쿠키 중앙에 가두어두기 위해 보습제를 결합제로 사용하는 경우가 많다. 보습제는 소비재를 촉촉하게 유지하고 유통기한을 늘리는 능력 때문에 식품에 선호된다.

### 화장품
보습제는 샴푸, 컨디셔너, 프리즈 세럼, 로션, 크림, 립 트리트먼트, 클렌저, 애프터 썬 로션, 일부 비누 또는 바디 로션을 비롯한 제품에서 피부와 모발의 수분을 증가시키고 유지하는 방법으로 화장품에 자주 사용된다. 흡습성 보습제로서 보습제는 피부의 상층부(각질층)로 물을 끌어당기는 방식으로 작용한다. 모든 보습제는 수소 결합에 참여하고 물을 끌어당길 수 있는 공통 수산기를 가지고 있다. 이 과정은 피부의 바깥층이나 습도가 높은 경우 대기로부터 수분을 끌어당긴다. 그러면 보습제가 적용되는 위치에 따라 수분이 표피나 모발에 갇히게 된다. 다양한 보습제는 습도에 따라 수분 결합 능력이 다르기 때문에 작용 방식이 다르다.
화장품에 사용되는 보습제에는 트리에틸렌 글리콜, 트리프로필렌 글리콜, 프로필렌 글리콜 및 PPG가 포함된다. 화장품에 널리 사용되는 다른 보습제로는 글리세린, 소르비톨(설탕 알코올), 헥실렌 및 부틸렌 글리콜, 요소, 콜라겐 등이 있다. 글리세린은 원하는 결과를 상당히 자주 생성하고 비용이 저렴하기 때문에 사용되는 가장 인기 있는 보습제 중 하나이다. 나노리피젤이라고 불리는 보습제 카테고리는 피부가 수분을 유지하도록 해줄 뿐만 아니라 항진균 특성도 가지고 있다. 과학자들은 또한 다양한 유형의 보습제를 발견하기 위해 노력하고 있다. 2011년에 발표된 연구에서는 와인 케이크 추출물이 화장품의 보습제로 사용될 가능성이 있다는 결론을 내렸다.
피부 건조증을 치료하기 위해 피부 보습 제품에 보습제가 첨가되었다. 일부 보습제는 피부 장벽 기능을 약화시키는 경향이 있지만 건조증에 대한 연구에 따르면 보습제를 함유한 보습제는 피부 장벽 기능을 손상시키지 않고 해당 부위에 원하는 보습 효과를 증가시키는 것으로 나타났다. 이번 건조증 치료 연구에서는 보습제가 풍부한 치료 제품 사용으로 인해 일부 "화끈거림과 따끔거림"이 보고되었다.
상처 세척을 위해 비누에 보습제 글리세롤을 첨가했을 때도 비슷한 효과가 발견되었다. 비누를 바른 부위의 수분이 증가했지만 "고급 상처 치유를 위해 상처에서 삼출물 흡수를 개선하기 위해 글리세롤 사용을 조절하는 것에 대한 추가 고려가 필요하다." 그러므로 보습제의 치유력은 불확실하다.
또한 치약에는 제품이 건조되어 튜브가 갈라지는 것을 방지하기 위해 보습제가 첨가된다. 소르비톨은 충치를 유발하지 않고 치약에 달콤한 맛을 더해주기 때문에 일반적으로 사용된다.

### 담배제품
보습제는 담배, 전자 담배, 자동 담배와 같은 일부 담배 제품의 제조에 사용된다. 이는 절단된 담배 필러의 수분 함량을 조절 및 유지하고 향미를 추가하는 데 사용된다. 보습제는 담배 제조에 필수적이다. 연구진은 물담배 연기에서 포름알데히드, 아세트알데히드, 아크롤레인 등의 물질을 식별하기 위해 노력한 결과, 한 번의 흡연에서 검출되는 포름알데히드의 양이 일반 담배보다 5배나 높다는 사실을 발견했다. 이 데이터는 타지 않은 담배에 보습제의 양이 증가하면 흡연 중에 수도관 헤드의 온도가 낮아져 상당한 양의 독성 물질이 존재한다는 것을 보여준다. 또한, 전자담배는 담배를 태우지 않고 니코틴이 함유된 보습제를 가열하여 에어로졸을 생성한다. 그런 다음 "베이핑"하는 사람들은 에어로졸을 흡입하고 니코틴을 흡수한다.
전자담배와 관련된 주요 건강 문제는 생산이 규제되지 않고 제조 과정에서 품질 관리가 매우 불확실하다는 것이다. 자체 압연 담배에는 더 많은 보습제가 함유되어 있으며, 이는 담배의 맛을 좋게 하고 건조를 방지하기 위해 담배에 첨가된다. 보습제는 연소되면서 아크롤레인과 같은 화학물질을 방출한다. 보습제는 대부분의 담배에서 발견되며 담배에서 발견되는 가장 위험한 화학 물질 중 하나로 간주된다.
그러나 이러한 제품이 건강 문제를 보증하는 정도에 대해서는 상충되는 주장이 있었다. 전자담배의 건강 위험에 대한 문헌 연구에서는 388가지의 다양한 증상이 보고되었다. 입과 목에 대한 우려는 다른 어떤 그룹보다 부정적인 증상을 더 많이 나타냈다. 제품, 특히 전자 담배에 포함된 에어로졸 오염 물질이 우려할 만한 수준의 건강 위험을 초래한다는 것을 시사하는 충분한 연구나 충분한 증거가 없다. 현재 담배에 보습제를 사용하는 것의 실제 위험성을 찾기 위해 더 많은 연구가 진행되고 있다.

## 같이 보기
- 화장품